# Chata Bohumila Hrabala
Chata Bohumila Hrabala v Hradištku v okrese Nymburk je bývalá rekreační chata spisovatele Bohumila Hrabala, která stojí na severozápadním okraji polesí v Kersku.

## Historie
Původní víkendová chata pochází z roku 1940 a byla postavena podle projektu Ing. arch. Bóži Dvořáka. Bohumil Hrabal (1914–1997) ji koupil v roce 1965 za své první literární honoráře a pobýval zde až do konce roku 1996. Po Hrabalově smrti získal chatu na základě odkazu soukromý majitel, který ji upravil a užíval jako rekreační objekt.
9. prosince 2021 koupil objekt s pozemkem o výměře téměř 3 500 m² Středočeský kraj a zrekonstruoval jej; Hrabalovy stavební úpravy se z velké části dochovaly. Od 18. května 2024 je chata přístupná veřejnosti jako takzvané „domovní muzeum“ (house museum, muzeum domu). Polabské muzeum, které spravuje odkaz spisovatele Bohumila Hrabala, v chatě představí kromě předmětů osobního charakteru také předměty dokumentující Hrabalovu literární činnost.